# Henry Mucci
Henry Andrews Mucci (Bridgeport, Connecticut, 1909. március 4. – Melbourne, Florida, 1997. április 20.) amerikai katonatiszt volt, aki a második világháborúban a cabanatuani mentőakciót irányította.

## Fiatalsága
A connecticuti Bridgeportban született, ahova szülei az olaszországi Campobassóból vándoroltak be. Nagy családban nevelkedett, több fiútestvére szolgált a haditengerészetnél és a hadseregnél a második világháborúban, lánytestvérei fegyvergyárban dolgoztak. Mucci beiratkozott az Egyesült Államok West Point-i katonai akadémiájára, ahol évfolyama 246. diákjaként végzett 1936 májusában. Tagja volt az iskola műlovas csapatának, köszönhetően annak, hogy gyermekkorában lovak között nőtt fel.

## A második világháborúban
1941-ben túlélte a Pearl Harbor elleni japán támadást. 
1943 februárjában az amerikai 6. hadsereg 98. táboritüzér-zászlóaljához vezényelték. Irányításával az alakulatot különlegesen kiképzett egységgé (rangerek) alakították át, létszámát ezerről ötszázra csökkentették, és egy új-guineai táborba vezényelték, ahol a katonák elsajátították a kommandós akciókhoz szükséges képességeket.
A Fülöp-szigetek felszabadításakor Walter Krueger tábornok Muccit bízta meg a cabanautani fogolytábor elleni támadás levezénylésével. 1945 január végén az alezredes katonáival mélyen behatolt a japán vonalak mögé, és egy éjszakai rajtaütéssel, elhanyagolható veszteségek mellett, megölték a tábor őreit, és több mint ötszáz foglyot szabadítottak ki. A foglyokat a filippínó gerillák segítségével visszajuttatták az amerikaiak által ellenőrzött területre. Szolgálataiért ezredessé léptették elő, és jelölték a Medal of Honorra, amely helyett végül a kiváló szolgálatért járó amerikai kitüntetést, a Distinguished Service Crosst kapta meg, amelyre személyesen Douglas MacArthur tábornok terjesztette fel.

## A háború után
A háború után visszatért Bridgeportba, ahol hősként ünnepelték. 1946-ban indult a kongresszusi választáson, de nem nyert. Egy évvel később feleségül vette Marion Fountaint, akitől három gyereke született. A Bridgeport Lincoln Mercury elnöke lett, majd egy olajcéget képviselt Indiában. 1974 novemberében a Bridgeport és Newton közötti 25-ös út egy szakaszát róla nevezték el. 1997. április 20-án agyvérzésben hunyt el a floridai Melbourne-ben. Az olaszországi amerikai nagykövetség egy része ma az ő nevét viseli.

## Filmen
John Dahl 2005-ben filmet forgatott a canabatuani támadásról. A nagy mentőakció című filmben Benjamin Bratt játszotta Henry Mucci alezredest.

## Lásd még
- Eduardo Joson
- Robert Prince
- Juan Pajota

## Fordítás
- Ez a szócikk részben vagy egészben  a   Henry Mucci című angol Wikipédia-szócikk fordításán alapul.  Az eredeti cikk szerkesztőit annak laptörténete sorolja fel. Ez a jelzés csupán a megfogalmazás eredetét és a szerzői jogokat jelzi, nem szolgál a cikkben szereplő információk forrásmegjelöléseként.